# Ventenac-en-Minervois
Ventenac-en-Minervois is een gemeente in het Franse departement Aude (regio Occitanie) en telt 463 inwoners (2004). De plaats maakt deel uit van het arrondissement Narbonne.

## Geografie
De oppervlakte van Ventenac-en-Minervois bedraagt 6,2 km2, de bevolkingsdichtheid is 74,7 inwoners per km2.

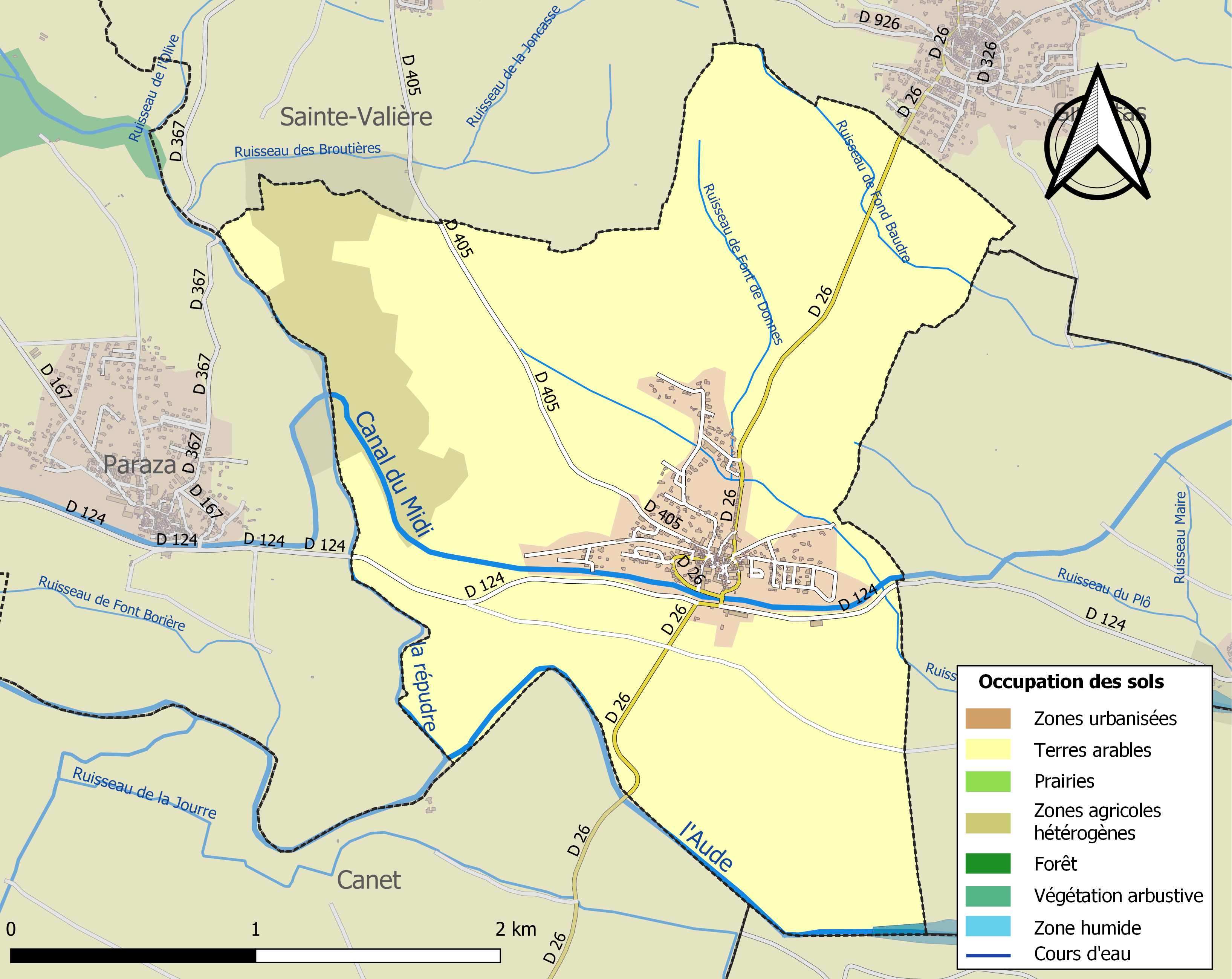
Kaart van de gemeente met de belangrijkste infrastructuur, bodemgebruik en omliggende gemeenten

## Demografie
Onderstaande figuur toont het verloop van het inwonertal (bron: INSEE-tellingen).

Vanwege een beveiligingsprobleem met de MediaWiki Graph-software is het momenteel niet mogelijk deze grafiek weer te geven. Zodra de software is bijgewerkt zal de grafiek vanzelf weer zichtbaar worden.
1. ↑  Populations de référence 2022.